# Sang impur
Pour les articles homonymes, voir Sang impur (homonymie).
Sang impur (titre original en anglais : The Speckled People) est un roman irlandais d'Hugo Hamilton publié originellement en 2003.
La traduction française paraît en septembre 2004 aux éditions Phébus. Il reçoit le prix Femina étranger la même année.

## Éditions
- Éditions Phébus, 2004  (ISBN 9782752900173)
- Éditions Points, poche no 1592, 2009  (ISBN 978-2757803257).